# 당신이 잠든 사이에 (2008년 영화)
"당신이 잠든 사이에"는 2008년에 개봉한 대한민국의 영화이다.

## 캐스팅
- 예지원 : 유진 역
- 탁재훈 : 철진 역
- 김현숙 : 현주 역
- 이재훈 : 종만 역
- 경준 : 석규 역
- 차서원 : 재윤 역
- 최승경 : 준환 역
- 김형범 : 종태 역
- 전희주 : 박 병장 역
- 박민호 : 민기 역
- 조석현 : 호텔 남직원 역
- 문원주 : 영호 역
- 진용욱 : 기철 역
- 김선영 : 승용차 유혹녀 역
- 윤설희 : 제비녀 역
- 한수연 : 낚시터녀 역
- 신범식 : 깍두기 역
- 변신호 : 포장마차 아줌마 역
- 홍현철 : 승용차 유혹남 역
- 김우석 : 낚시터 꼬마 역
- 박주혜 : 산부인과 간호사 역
- 윤인경 : 유진네 여직원 역
- 곽용 : 회사동료 1 역
- 조현지 : 회사동료 2 역
- 박세이 : 유진 딸 1 역
- 차가현 : 유진 딸 2 역
- 정석용 : 유진네팀장 역 (특별출연)
- 신이 : 준환부인 역 (특별출연)
- 박희진 : 산부인과의사 역 (특별출연)
- 김대희 : 제비 역 (특별출연)
- 김지석 : 엘리베이터남 역 (특별출연)
- 김기천 : 철진네과장 역 (특별출연)
- 박노식 : 노숙자 역 (특별출연)